# Liste der Bodendenkmäler in Poing
Auf dieser Seite sind die Bodendenkmäler in der oberbayerischen Gemeinde Poing zusammengestellt. Diese Tabelle ist eine Teilliste der Liste der Bodendenkmäler in Bayern. Grundlage ist die Bayerische Denkmalliste, die auf Basis des Bayerischen Denkmalschutzgesetzes vom 1. Oktober 1973 erstmals erstellt wurde und seither durch das Bayerische Landesamt für Denkmalpflege geführt wird. Die folgenden Angaben ersetzen nicht die rechtsverbindliche Auskunft der Denkmalschutzbehörde.

## Bodendenkmäler der Gemeinde Poing

### Bodendenkmäler in der Gemarkung Pliening
| Lage                | Objekt                                              | Akten-Nr.     | Bild |
| ------------------- | --------------------------------------------------- | ------------- | ---- |
| Pliening (Standort) | Siedlung vor- und frühgeschichtlicher Zeitstellung. | D-1-7836-0065 |      |

### Bodendenkmäler in der Gemarkung Poing
| Lage             | Objekt | Akten-Nr.     | Bild |
| ---------------- | --- | ------------- | ---- |
| Poing (Standort) | Körpergräber vor- und frühgeschichtlicher Zeitstellung. | D-1-7836-0010 |      |
| Poing (Standort) | Siedlung vor- und frühgeschichtlicher Zeitstellung. | D-1-7836-0076 |      |
| Poing (Standort) | Verebnete Viereckschanze der späten Latènezeit. | D-1-7836-0079 |      |
| Poing (Standort) | Siedlung des Endneolithikums, der Bronzezeit, der Urnenfelderzeit, der Hallstattzeit, der späten römischen Kaiserzeit und des frühen und hohen Mittelalters sowie Körpergräber des Endneolithikums (Glockenbecherkultur), Brandgräber der Urnenfelderzeit und Körpergräber des frühen Mittelalters. | D-1-7836-0087 |      |
| Poing (Standort) | Siedlung vor- und frühgeschichtlicher Zeitstellung. | D-1-7836-0096 |      |
| Poing (Standort) | Siedlung des Endneolithikums, der Bronzezeit, der Hallstattzeit und Villae rusticae der römischen Kaiserzeit sowie Körpergräber des Endneolithikums (Glockenbecherkultur), Brandgräber der Urnenfelderzeit und Kreisgräben mit Brandgräbern der Hallstattzeit.                                      | D-1-7836-0443 |      |
| Poing (Standort) | Siedlung der frühen Bronzezeit, verebnete Viereckschanze mit Außensiedlung der späten Latènezeit, Siedlung der römischen Kaiserzeit sowie Körpergräber der frühen Bronzezeit, Kreisgraben der Hallstattzeit und Körpergräber der frühen römischen Kaiserzeit (Heimstettener Gruppe).                | D-1-7836-0444 |      |
| Poing (Standort) | Siedlung des Jungneolithikums (Altheimer Kultur), der frühen Bronzezeit, der mittleren und späten Latènezeit und des frühen Mittelalters sowie verebnete Grabhügel mit Brandbestattungen der Hallstattzeit.                                                                                         | D-1-7836-0452 |      |
| Poing (Standort) | Siedlung des Jungneolithikums (Altheimer Kultur), der frühen Bronzezeit und des frühen Mittelalters. | D-1-7836-0453 |      |
| Poing (Standort) | Siedlung der Urnenfelderzeit, der Hallstattzeit und Siedlung mit Hofgrablegen des frühen Mittelalters. | D-1-7836-0530 |      |
| Poing (Standort) | Siedlung vor- und frühgeschichtlicher Zeitstellung. | D-1-7836-0531 |      |
| Poing (Standort) | Verebnete Grabhügel und Kreisgräben vor- und frühgeschichtlicher Zeitstellung. | D-1-7836-0532 |      |
| Poing (Standort) | Untertägige mittelalterliche und frühneuzeitliche Befunde im Bereich der Katholischen Pfarrkirche St. Michael in Poing und ihres Vorgängerbaus. | D-1-7836-0533 |      |
| Poing (Standort) | Siedlung und verebnete Grabhügel vor- und frühgeschichtlicher Zeitstellung. | D-1-7836-0554 |      |